# خانه میر سید محمد
خانه میر سید محمد مربوط به دوره قاجار است و در شهرستان اصفهان، بخش جلگه، روستای تاریخی قهی واقع شده و این اثر در تاریخ ۱۹ مرداد ۱۳۸۴ با شمارهٔ ثبت ۱۲۹۷۷ به‌عنوان یکی از آثار ملی ایران به ثبت رسیده است.